# Chianciano Terme
Chianciano Terme är en stad och kommun i provinsen Siena, i regionen Toscana i Italien. Kommunen hade 7 079 invånare (2018). Chianciano Terme ligger 90 km sydöst om Florens och 50 km sydöst om Siena och ligger mellan områdena Valdichiana och Val d'Orcia. Chianciano Terme gränsar till kommunerna Chiusi, Montepulciano, Pienza samt Sarteano. I staden, som också kallas Chianciano, finns umbriska lämningar.